# Dessertmästarna
Dessertmästarna är ett matlagningsprogram på Kanal 5 där tolv svenskar tävlar om att bli årets dessertmästare. Domare för första säsongen var Stefano Catenacci, Roy Fares, Magnus Johansson och Sebastien Boudet. Marie Skogström vann första säsongen.